# Calinaga lhatso
Calinaga lhatso är en fjärilsart som beskrevs av Charles Oberthür 1893. Calinaga lhatso ingår i släktet Calinaga och familjen praktfjärilar. Inga underarter finns listade i Catalogue of Life.